# Красный закат
«Красный закат» или «Красный закат на Днепре» (англ. Red Sunset on the Dnieper) — картина, написанная русским художником Архипом Куинджи (1841/1842—1910) в 1905—1908 годах. Принадлежит Музею Метрополитен в Нью-Йорке (инв. 1974.100). Размер картины — 134,6 × 188 см.

## История
«Красный закат» — одна из последних больших картин, написанных Куинджи. Другие картины того же периода — «Ночное» (1905—1908, Государственный Русский музей) и «Волга» (1905—1908, Национальный музей искусств Азербайджана).
После смерти Куинджи, последовавшей в 1910 году, картина «Красный закат» по его завещанию была передана Обществу художников имени А. И. Куинджи — творческому объединению художников Петербурга, основанному в 1909 году. В 1916/1918 году картина была продана К. Б. Дембовскому за 22 500 рублей. В конце 1960-х годов картина была в нью-йоркской коллекции Петра Третьякова, после чего три раза перепродавалась и, наконец, была приобретена для коллекции Метрополитен-музея в апреле 1974 года.

## Отзывы
В книге о творчестве Архипа Куинджи искусствовед Виталий Манин писал:
Зато в центральной картине «солнечного цикла» — в «Красном закате» <...> — Куинджи предстает солнцепоклонником. В элегических закатных мотивах художник кажется угомоненным язычником. Полыхание красок расплавленного солнца, залившего мир напряженным цветом, тем не менее, создает впечатление если не умиротворения, то лирического созерцания мощного дневного светила, смиряемого силами приближающейся ночи. В стихиях природы Куинджи старался познать противоположные их начала: ночь и день, порыв и покой, немощь и силу. Лунная ночь представлялась бездонным мирозданческим пространством. Солнце, напротив, располагалось на поверхности небесной сферы. Оно трактовалось двояко: умиротворенно, погибающе, гаснуще или буйным полыханием, яростной стихией. Солнце дарует жизнь. Поэтому, видимо, «Красный закат» плотно сомкнулся с фольклорными представлениями, где «красное солнышко» понимается как источник жизни и красоты.

## Эскизы
Известен эскиз Куинджи «Красный закат» (1890—1895, холст на картоне, масло, 19,2 × 35,5 см), находящийся в Государственном Русском музее, а также другой эскиз «Красный закат» (1898—1908), принадлежащий коллекции Мариупольского художественного музея имени А. И. Куинджи.